# Кубок Липтона
Кубок Липтона (Copa Lipton) или Благотворительный Кубок Липтона (Copa de Caridad Lipton) — футбольное соревнование, проводившееся с 1905 года по 1992 год. Кубок Липтона был первым футбольным соревнованием между национальными сборными.

## История
Турнир был создан в 1905 году магнатом Томасом Липтоном, большим поклонником футбола, который также придумал Кубок Вызова Липтона и Трофей Сэра Томаса Липтона.
По идее создателя турнира, Кубок Липтона должен был проводиться каждый год между сборными Аргентины и Уругвая, которые были единственными национальными командами в то время в Южной Америке. Вся выручка от продажи билетов шла на нужды благотворительности. Турнир состоял в виде одного матча, который проводился раз в год по очередности в столицах государств — Буэнос-Айресе и Монтевидео. В случае ничьи в 90 минут встречи победа присуждалась гостевой команде.
Турнир проходил ежегодно с 1905 года по 1919 год, кроме 1914 года, но в 20-х годах XX века турнир стал быстро терять популярность из-за появления Чемпионата Южной Америки. В последующие годы Кубок проводился нерегулярно, последнее состязание состоялось 23 сентября 1992 года, но в будущем, возможно, турнир будет сыгран вновь.
Сама чаша Кубка Липтона хранится у последнего победителя — сборной Аргентины в Буэнос-Айресе.

## Игры
| Год   | Место проведения |            |      |             |
| Год   | Место проведения | Победитель | Счет | Проигравший |
| ----- | ---------------- | ---------- | ---- | ----------- |
| 1905  | Буэнос-Айрес     | Уругвай*   | 0-0  | Аргентина   |
| 1906  | Монтевидео       | Аргентина  | 2-0  | Уругвай     |
| 1907  | Буэнос-Айрес     | Аргентина  | 2-1  | Уругвай     |
| 1908  | Монтевидео       | Аргентина* | 2-2  | Уругвай     |
| 1909  | Буэнос-Айрес     | Аргентина  | 2-1  | Уругвай     |
| 1910  | Монтевидео       | Уругвай    | 3-1  | Аргентина   |
| 1911  | Буэнос-Айрес     | Уругвай    | 2-0  | Аргентина   |
| 1912  | Монтевидео       | Уругвай    | 2-0  | Аргентина   |
| 1913  | Авельянеда       | Аргентина  | 4-0  | Уругвай     |
| 1915  | Буэнос-Айрес     | Аргентина  | 2-1  | Уругвай     |
| 1916  | Монтевидео       | Аргентина  | 2-1  | Уругвай     |
| 1917  | Авельянеда       | Аргентина  | 1-0  | Уругвай     |
| 1918  | Монтевидео       | Аргентина* | 1-1  | Уругвай     |
| 1919  | Буэнос-Айрес     | Уругвай    | 2-1  | Аргентина   |
| 1922  | Монтевидео       | Уругвай    | 1-0  | Аргентина   |
| 1923  | Буэнос-Айрес     | Уругвай*   | 0-0  | Аргентина   |
| 1924  | Монтевидео       | Уругвай    | 2-0  | Аргентина   |
| 1927  | Буэнос-Айрес     | Уругвай    | 1-0  | Аргентина   |
| 1928  | Монтевидео       | Аргентина* | 2-2  | Уругвай     |
| 1929  | Буэнос-Айрес     | Уругвай*   | 0-0  | Аргентина   |
| 1937  | Буэнос-Айрес     | Аргентина  | 5-1  | Уругвай     |
| 1942  | Монтевидео       | Аргентина* | 1-1  | Уругвай     |
| 1945  | Монтевидео       | Аргентина* | 2-2  | Уругвай     |
| 1957  | Буэнос-Айрес     | Уругвай*   | 1-1  | Аргентина   |
| 1962  | Буэнос-Айрес     | Аргентина  | 3-1  | Уругвай     |
| 1968  | Буэнос-Айрес     | Аргентина  | 2-0  | Уругвай     |
| 1973  | Буэнос-Айрес     | Уругвай*   | 1-1  | Аргентина   |
| 19761 | Буэнос-Айрес     | Аргентина  | 4-1  | Уругвай     |
| 1992  | Монтевидео       | Аргентина* | 0-0  | Уругвай     |

### Сноски
- Из-за ничьей победа достается гостевой команде.

1 Победитель становился лучшим и в турнире Кубок Атлантики в 1976 году.

## Титулы
- Аргентина — 17
- Уругвай — 12